# P-dag
P-dag er den dag hvor årets påskebryg lanceres. Det sker et par dage inden påske og alle værtshuse må først sælge øllen efter et bestemt klokkeslæt. En tilsvarende dag er J-dag.
P-dag var tidligere – ikke mindst i 1980'erne og 90'erne – den primære ølfejring, hvor studerende på især DTU (dengang DTH) startede dagen med påskebryg og Gammel Dansk, og i beruset tilstand frekventerede forelæsningerne. I 1987 og 1988 optrådte Monrad og Rislund i S-huset på DTU for et stort publikum af begejsterede og -rusede studerende.[kilde mangler] Så tidligt som 1961 og 1978  var der referencer til P-dag på DTH.
Det var også almindeligt at markere P-dag på gymnasierne; dette var muligvis grunden til at P-dag blev nedtonet af bryggerierne.[kilde mangler]